# Головкино (Ленинградская область)
Головкино — деревня в Нежновском сельском поселении Кингисеппского района Ленинградской области.

## История
Впервые упоминается в Писцовой книге Водской пятины 1500 года как деревня Онисимово сидение в Каргальском погосте Копорского уезда.
Затем как деревня Onissimoua by в Каргальском погосте (западной половине) в шведских «Писцовых книгах Ижорской земли» 1618—1623 годов.
На карте Ингерманландии А. И. Бергенгейма, составленной по шведским материалам 1676 года, она обозначена как мыза Globacka Hoff с деревней Onissimo.
На шведской «Генеральной карте провинции Ингерманландии» 1704 года — как мыза Onisimova hof.
На карте Санкт-Петербургской губернии Ф. Ф. Шуберта 1834 года упоминается как деревня Головкина или Колоколова.

ГОЛОВКА — деревня принадлежит наследникам господ Жуковых, число жителей по ревизии: 35 м. п., 42 ж. п. (1838 год)

В пояснительном тексте к этнографической карте Санкт-Петербургской губернии П. И. Кёппена 1849 года она записана как деревня Kolokka (Головка) и указано количество её жителей на 1848 год: ижоры — 41 м. п., 51 ж. п., всего 92 человека, которые относились к православному Копорскому Преображенскому приходу.
Согласно карте профессора С. С. Куторги 1852 года деревня называлась Головкина Колоколова.

ГОЛОВКИ — деревня наследников лейтенанта Жукова, 10 вёрст по почтовой, а остальное по просёлкам, число дворов — 15, число душ — 44 м. п. (1856 год)

ГОЛОВКИНО — деревня, число жителей по X-ой ревизии 1857 года: 36 м. п., 40 ж. п., всего 76 чел.

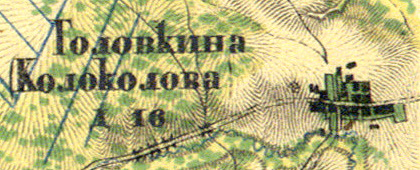
Деревня Головкино на карте 1860 года

Согласно «Топографической карте частей Санкт-Петербургской и Выборгской губерний» в 1860 году деревня называлась Головкина (Колоколова) и состояла из 16 крестьянских дворов.

ГОЛОВКИНО (УНГЕРИ, ИНГЕРИ) — деревня владельческая при колодцах, число дворов — 15, число жителей: 39 м. п., 46 ж. п. (1862 год)

ГОЛОВКИНО — деревня, по земской переписи 1882 года: семей — 15, в них 46 м. п., 39 ж. п., всего 85 чел.

ГОЛОВКИНО — деревня, число хозяйств по земской переписи 1899 года — 15, число жителей: 46 м. п., 42 ж. п., всего 88 чел.;
 разряд крестьян: бывшие владельческие; народность: русская — 19 чел., финская — 58 чел., смешанная — 11 чел.

В конце XIX — начале XX века деревня административно относилась к Стремленской волости 2-го стана Ямбургского уезда Санкт-Петербургской губернии. Население деревни было исключительно ижорским.
С 1917 по 1924 год деревеня Головкино входила в состав Нахковского сельсовета Котельской волости Кингисеппского уезда.
С 1924 года в составе Семейского сельсовета.
Согласно данным переписи населения СССР 1926 года в деревне Головкино проживали 95 человек, все русские.
С 1927 года в составе Котельского района.
С 1928 года в составе Вассакарского сельсовета. В 1928 году население деревни Головкино составляло 99 человек.
С 1931 года в составе Кингисеппского района.
По данным 1933 года деревня Головкино находилась в составе Вассакарского сельсовета Кингисеппского района.

План деревни Головкино. 1938 год

Согласно топографической карте 1938 года деревня насчитывала 20 дворов.
C 1 августа 1941 года по 31 января 1944 года деревня находилась в оккупации.
С 1954 года в составе Павловского сельсовета.
С 1958 года в составе Нежновского сельсовета. В 1958 году население деревни Головкино составляло 24 человека.
По данным 1966, 1973 и 1990 годов деревня Головкино также входила в состав Нежновского сельсовета.
В 1997, 2002 и 2007 годах в деревне Головкино не было постоянного населения.

## География
Деревня расположена в северо-восточной части района на автодороге 41К-018 (Копорье — Ручьи).
Расстояние до административного центра поселения — 6 км.
Расстояние до ближайшей железнодорожной станции Котлы — 15 км.

## Демография
| 1862 | 2007 | 2010 | 2017 |
| ---- | ---- | ---- | ---- |
| 85   | ↘0   | →0   | ↗1   |

Согласно данным Всероссийской переписи населения 2021 года в деревне постоянного населения не было.